# Alan Garner
Alan Garner, född 17 oktober 1934 i Congleton, Cheshire, England, är en brittisk författare i genren fantasy. Han har bland annat skrivit barnboken Elidor, det gyllene landet (1965). En dramatiserad version av boken har gått som sommarlovsföljetong i svensk radio. Under 2008 namngav dagstidningen The Times honom som en av de 50 främsta författarna i Storbritannien sedan 1945.